# Tiro ai Giochi della XXXI Olimpiade - Pistola 25 metri automatica maschile
La gara di pistola 25 automatica maschile dei Giochi della XXXI Olimpiade si è svolta il 12 e il 13 agosto 2016. Hanno partecipato 26 atleti provenienti da 20 diverse nazioni.